# St.-Johannes-Evangelist-Kirche (Stettin)

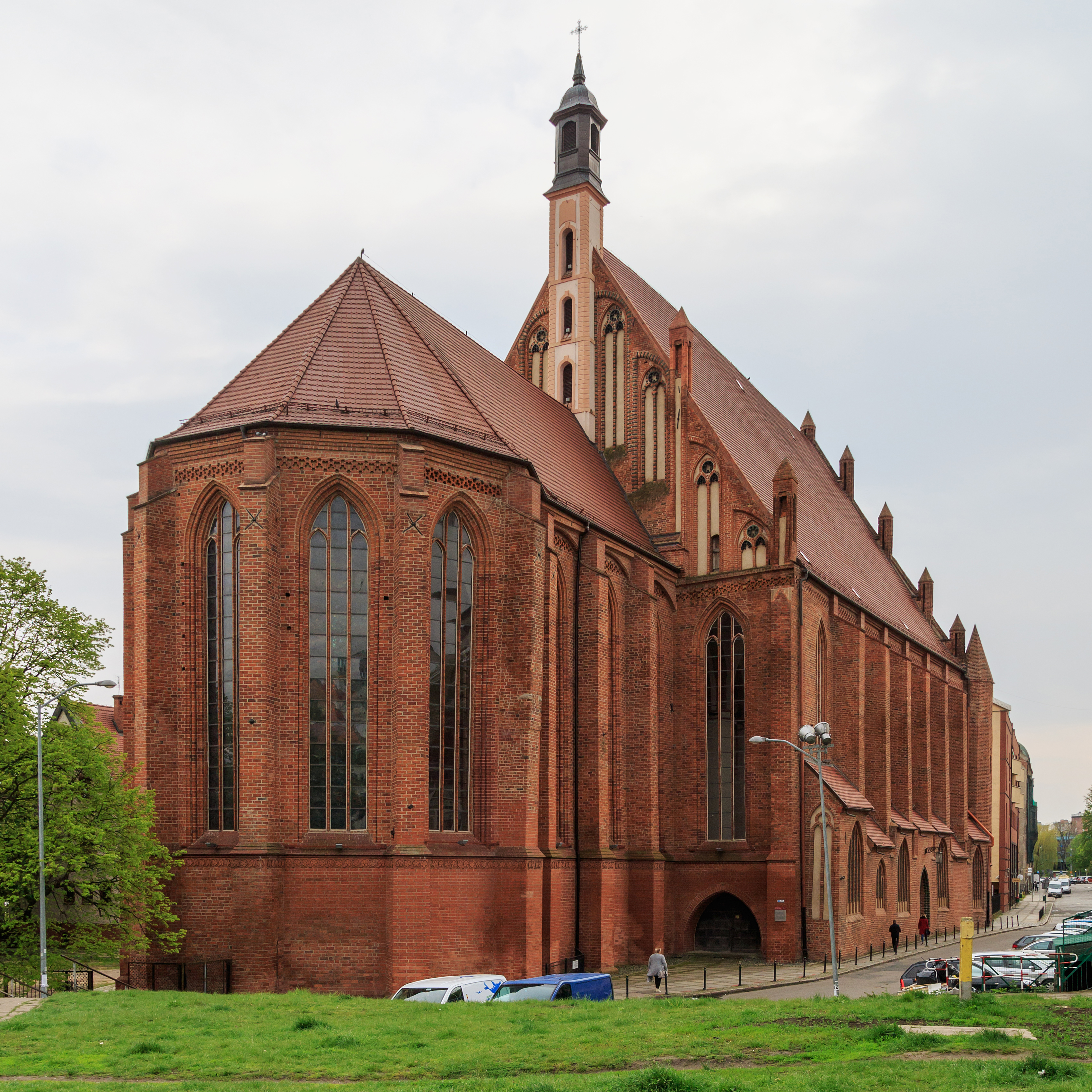
St.-Johannes-Evangelist-Kirche in Stettin, bis 1945 Gotteshaus der evangelischen Kirchengemeinde St. Johannes

Koordinaten: 53° 25′ 21″ N, 14° 33′ 26″ O
Die St.-Johannes-Evangelist-Kirche (Johanneskirche) (polnisch Kościół św. Jana Ewangelisty) in der Großstadt Stettin (poln. Szczecin) in der polnischen Woiwodschaft Westpommern ist ein gotisches Bauwerk. Sie geht auf eine Gründung der Franziskaner im 13. Jahrhundert zurück, war bis 1945 ein Gotteshaus der deutschen evangelischen Kirchengemeinde Stettins, wurde nach Kriegsende unter der Administration der Volksrepublik Polen enteignet und dient seit der Vertreibung der einheimischen Bevölkerung der polnischen römisch-katholischen Kirche als Gotteshaus.

## Geographische Lage

Standort der Johanneskirche: Planquadrat D5 eines Stettiner Stadtplans von 1898

Die St.-Johannes-Evangelist-Kirche liegt am südöstlichen Rand der Altstadt von Stettin an der ul. Św. Ducha (bis 1945 Heiliggeiststraße) am linken Ufer der Oder. Die nächste Bahnstation ist der Stettiner Hauptbahnhof (Dworzec głowny). Das Gotteshaus gehört zu den denkmalgeschützten Sehenswürdigkeiten an der Europäischen Route der Backsteingotik (poln. Europejski Slak Gotyku Ceglanego) und sollte nicht mit der wesentlich jüngeren Basilika St. Johannes der Täufer im nordwestlichen Stadtzentrum (ul. Bogurodzicy, bis 1945 Greifenstraße) verwechselt werden.

## Baugeschichte/-beschreibung

### Kirche aus dem 13. Jahrhundert
Im Jahre 1240 kamen Franziskaner der Sächsischen Ordensprovinz (Saxonia) nach Stettin. Für sie stiftete Herzog Barnim I. ein Kloster und eine Kirche, die anfangs aus Holz errichtet wurde. Der 1210 in Italien gegründete Orden breitete sich ab 1221 schnell in ganz Deutschland bis nach Livland aus. Ein Konvent in Stettin wird 1267 erstmals urkundlich erwähnt. Ab 1274 war er Sitz einer der 12 Verwaltungsbezirke (Kustodien genannt), in die die etwa 90 Niederlassungen der Sächsischen Franziskanerprovinz aufgeteilt waren. Das Kloster muss eine gewisse Größe gehabt haben, weil zwischen 1363 und 1507 sechsmal das Provinzkapitel der Sächsischen Provinz in Stettin tagte.

### Kirche aus dem 14. Jahrhundert
Im Zusammenhang mit dem Bau der Stadtmauer war eine Neuausrichtung der Klosterkirche notwendig, und so wurde zu Beginn des 14. Jahrhunderts die Kirche im gotischen Baustil gebaut. Der Chor ist spätestens um die 1330er-Jahre weitestgehend fertiggestellt worden. Das Langhaus der dreischiffigen siebenjochigen Hallenkirche ist in seiner Entstehung noch vor 1368 anzusetzen, da dieses Datum als das Fälldatum der Hölzer des Dachwerkes festgestellt worden ist.
Das Hauptschiff zieren besonders schöne Gewölbe: vierzackige Sterne, das östlichste und westlichste Joch weisen eine reichere Zeichnung auf. Dazu steht im Kontrast das deutlich kargere Seitenschiff.
Der Haupteingang befand sich damals in der Nordwand. Im 15. Jahrhundert wurden die Wände umgebaut und das Innere um sechs Kapellen auf der Nordseite erweitert. Man baute sie zwischen die Strebepfeiler und verband sie mit dem Seitenschiff durch breite, in die alten Mauern hineingebrochenen Spitzbogenarkaden. Auch das südliche Seitenschiff ist durch vier dieser Einsatzkapellen erweitert worden. In die Eckjoche setzte man Türöffnungen, die die Kirche mit dem Kloster verbanden. Das Innere der Kapellen ist mit Kreuzrippengewölben versehen und durch breite, spitzbogige Fenster belichtet.
Im Jahre 1428 war noch zwischen Chor und Seitenschiff eine größere Kapelle gebaut worden, die beide Glieder durch eine breite, spitzbogige Arkade verbunden hat. Diese Kapelle wurde im 18. Jahrhundert jedoch abgebrochen.
Im 15. Jahrhundert hat man die Wände des Chores und der Schiffe sowie die Pfeiler ebenso wie die Laibungen der Arkaden der Kapelle mit Polychromien bedeckt. Die Laibungen wurden mit Pflanzenranken bemalt, die Arkaden mit Darstellungen von Knappen mit Wappenschilden.

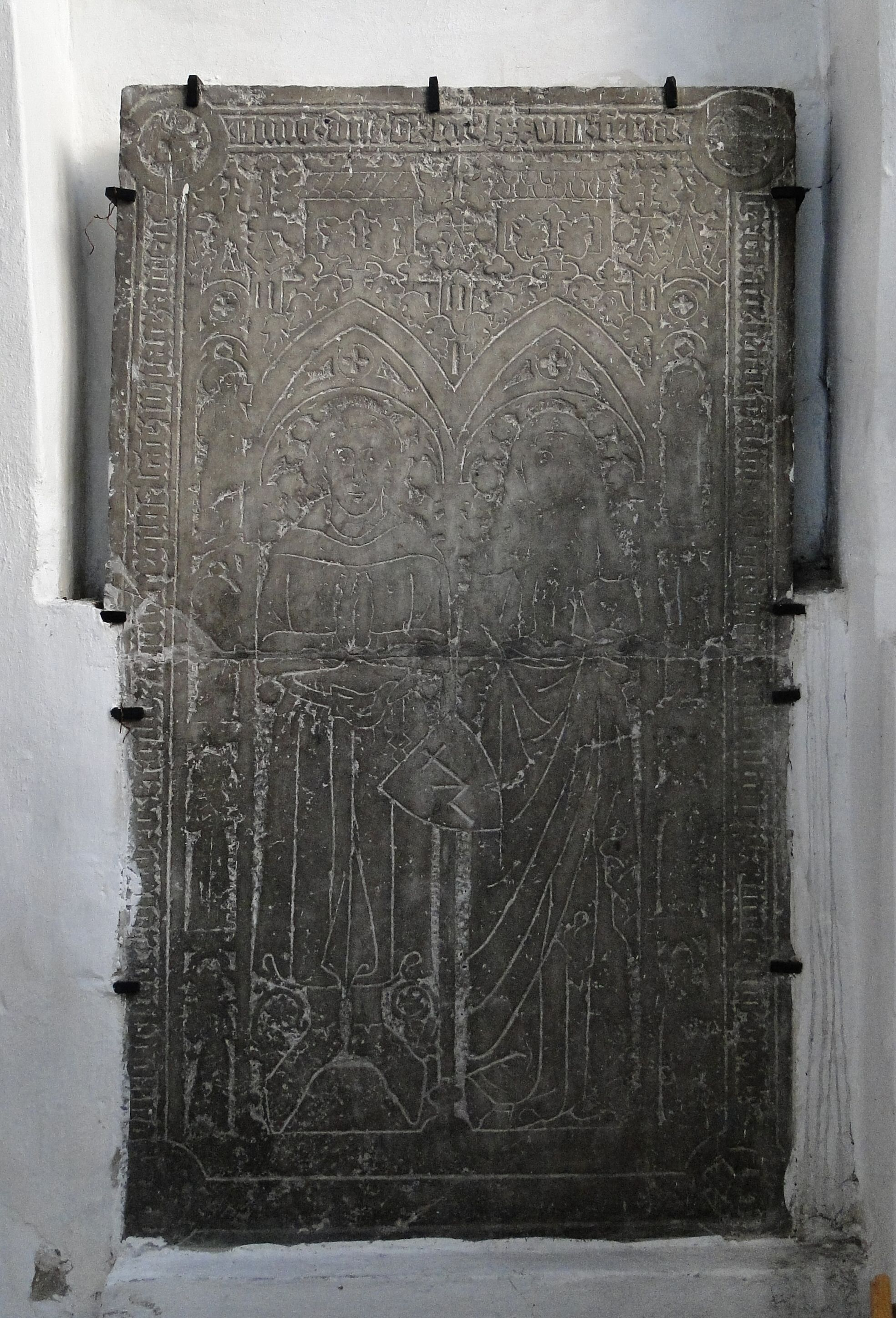
Grabplatte des Ehepaares Rabenstorp

In der Kapelle auf der Südseite ist eine Darstellung der „Vermählung der Hl. Katharina“ zu sehen, in einer anderen auf derselben Seite die des „Abendmahls“.
Von der mittelalterlichen Ausstattung hat sich auch noch die Grabplatte des Ehepaares Heinrich und Getrud Rabenstorp erhalten, die von den Nachkommen 1378 gestiftet worden war. Sie ist ein besonders wertvolles Werk der Steinmetzkunst jener Zeit.
Im Jahre 1525 musste der Franziskanerorden im Zuge der Einführung der Reformation Stettin verlassen. Aus dem Kloster wurde eine Erziehungsanstalt, und die Kirche diente ihren Bewohnern als evangelisches Gotteshaus. Im Jahre 1678 ist das Kircheninnere renoviert und den Bedürfnissen einer Garnison angepasst worden, von der die Kirche über hundert Jahre lang genutzt worden ist.

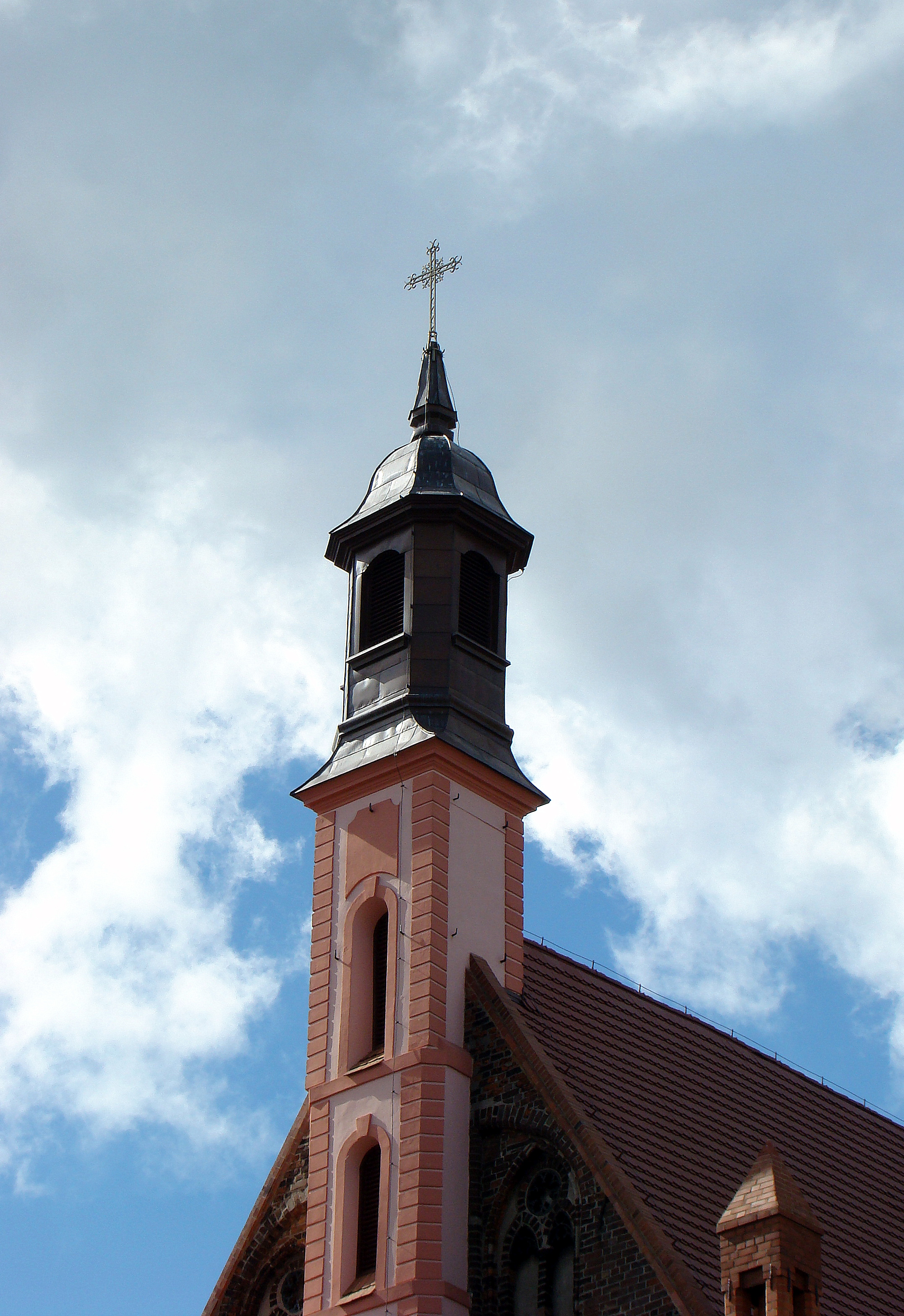
Der Dachreiter auf dem Ostgiebel der Johanneskirche

Im Jahre 1701 erhielt die Kirche auf dem Ostgiebel einen Dachreiter, außerdem wurden die Gewölbe ausgewechselt und die Dächer repariert.
In den Jahren 1806 bis 1813 beschlagnahmten die Truppen Napoleons die Kirche un nutzten sie als Lager und Speicher. Der bauliche Niedergang ließ auch nicht lange auf sich warten: Wegen Einsturzgefahr blieben die Gemeindeglieder der Kirche auch nach dem Abzug der Franzosen fern, die Reste des Klosters dienten als Baumaterial für neue Häuser. Zwischen 1834 und 1837 erst sicherte man die Wände der südlichen Kapellenbereiche, montierte im Innern Anker, reparierte die Gewölbe, verstärkte die Pfeiler und errichtete an der Südseite des Chores eine neue Kapelle. Weitere Sanierungsarbeiten erfolgten 1841, 1864 und 1878.

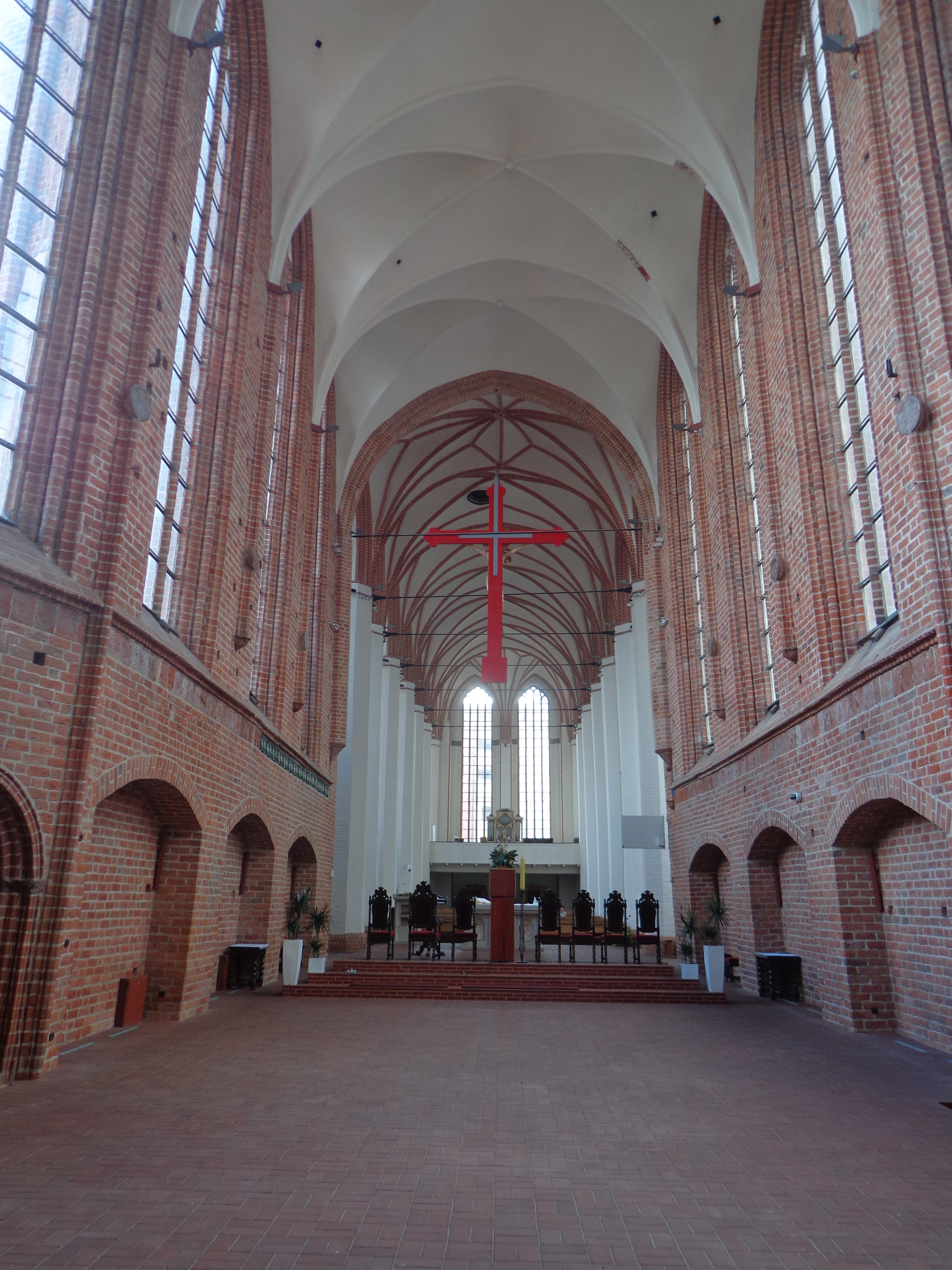
Innenraum der Johanneskirche (Aufnahme 2020)

Im Jahre 1899 jedoch verfügte die Bauaufsicht eine Schließung des Gotteshauses: zu sehr hatten sich die Pfeiler geneigt, Ursache hierfür war die Absenkung des Grundes. Sogar ein Abriss der Kirche wurde ins Auge gefasst, doch haben die Bemühungen des Denkmalpflegers und Historikers Professor Hugo Lemcke das Gebäude gerettet. In den Jahren 1929 und 1930 bewahrte es eine grundlegende Sanierung vor dem Verfall; die Kirche konnte mit einem unter dem Fußboden eingebauten Eisenbetongerüst gesichert werden. Außerdem wurde die Reparatur der Wände mit Klinkersteinen durchgeführt, und auch die Pflanzenfriese unter den Chorfenstern wurden rekonstruiert.
Den Zweiten Weltkrieg überstand die Johanneskirche relativ unbeschadet. Bereits in den 1950er-Jahren wurde das Gebäude baulich überholt, wobei dann auch später die Dachbedeckungen ausgewechselt und die Arbeiten am Langhaus fortgesetzt wurden. Außerdem nahm man umfangreiche Konservierungsmaßnahmen, u. a. an den Polychromien, vor.
In den Jahren 1982 bis 1985 haben Pallottinerpatres anstelle der früheren Klausur ein dreiflügeliges Gebäude mit Pfarrhaus, Wohnungen und Kapelle errichtet, das von dem Stettiner Architekten Stanislaw Latour entworfen worden wurde. Der Pallottinerorden hat auch die Verwaltung der Kirche übernommen.

## Kirchengemeinde

### Vorreformatorisch
Aus vorreformatorischer Zeit sind kaum Unterlagen über die Johanneskirche erhalten. Als Klosterkirche der Franziskaner war sie vermutlich keine Pfarrkirche.

### Evangelisch
Bereits 1527 wurde in der Johanneskirche im Sinne der lutherischen Lehre gepredigt. Es amtierten an der Kirche zwei Geistliche, von denen der zweite bis 1766 an der St. Gertrudkirche auf der Lastadie angestellt war und sich den Dienst an beiden Kirchen aufteilte. Außerdem war er für die Gefängnisseelsorge zuständig.
In der Nacht vom 9. zum 10. Dezember 1811 brannte die benachbarte Nikolaikirche gänzlich ab. Ab Ostern 1817 wurde die Nikolaigemeinde mit der Johannesgemeinde fusioniert und firmierte als Nikolai-Johannis-Gemeinde bis 1945. Sie war in den Kirchenkreis Stettin-Stadt im späteren Westsprengel der Kirchenprovinz Pommern der Kirche der Altpreußischen Union eingegliedert. Im Jahre 1940 zählte die Gemeinde 16.918 deutsche evangelische Gemeindeglieder. Das Kirchenpatronat oblag damals dem Magistrat der Stadt Stettin.

#### Pfarrer
Seit der Reformation bis 1945 amtierten an der Johanneskirche die Geistlichen:
| - Nikolaus Röhlius, 1527–1564 - Laurentius Schulze, 1565–1595 - Balthasar Seeger, 1596–1625 - Balthasar Cöller, 1626–1637 - Sebastian Wolfgang Höpfner, 1637–1666 - Joachim Friedrich Lilius, 1667–1676 - Jakob Winnemer, 1678 - Balthasar Bleccius, 1678–1695 - Peter Bluth, 1695–1705 - Augustin Gottlieb Burmeister, 1705–1714 - Johann Friedrich Jänecke, 1715–1729 - Johann Christoph Schinmeier, 1730–1737 - Henrich Maricius Titius, 1738 - Johann Hinsche, 1738–1755 - Anton Philipp Christian Hoyer, 1756–1758 - Daniel David Matthäus, 1759–1765 - Gottlieb David Matthäus, 1766–1774 - Johann Benjamin Blancke, 1768–1767 - Christian Bergemann, 1768–1769 | - Ernst Friedrich Damerow, 1769–1810 - Christian Siegfried Löper, 1775–1813 - Michael Gottlieb Brunnemann, 1817–1842 - Friedrich Franz Theodor Fischer, 1818–1827 - Johann Anton Gustav Teschendorf, 1827–1875 - Friedrich Wilhelm Karl Alexander Mehring, 1842–1846 - Jakob Friedrich Christoph Budy, 1846–1854 - Karl Friedrich Wilhelm Collier, 1854–1855 - Hermann Wilhelm Friedrichs, 1856–1892 - Karl Eduard Alexander Müller, 1875–1900 - Gustav Stephani, 1893–1910 - Richard Karl Eduard Braun, 1902–1908 - Karl Jahnke, 1909–1939 - Fritz Kopp, 1910–1934 - Georg Lindner, 1935–1945 |

### Katholisch
Nach Kriegsende 1945 wurde die Johanneskirche seitens der Administration der Volksrepublik Polen enteignet und die einheimische evangelische Kirchengemeinde vertrieben. Die Johanniskirche wurde in ein römisch-katholisches Gotteshaus der zugewanderten polnischen Bevölkerung umgewandelt. Seit dem 16. Februar 1974 besteht eine selbständige Pfarrei, die zum polnischen Dekanat Szczecin-Śródmieście (Stettin-Innenstadt) innerhalb des Erzbistums Stettin-Cammin gehört.